# Upwork
Upwork (до мая 2015 — Elance-oDesk) — компания, предлагающая глобальную площадку по поиску работы и ряд программных продуктов для работодателей, которые хотят нанять и сотрудничать с удаленными специалистами. Расположена в Маунтин-Вью (Калифорния). oDesk основали в 2003 году греческие предприниматели Одиссей Цалатос и Стратис Караманлакис.

## Описание
Upwork позволяет клиентам создавать онлайн-команды разработчиков. Координация и оплата происходит с помощью программного обеспечения компании и сайта. Потенциальные клиенты могут размещать проекты бесплатно, а фрилансеры («подрядчики») могут создавать профили и делать ставки на проекты, также бесплатно. Компания собирала 10 % (а с 3 мая 2016 года — от 5 % до 20 %) от оплаты за работу от работодателя фрилансеру. Платежи осуществляются через Upwork. В дополнение к площадке проектов, услуг платежей и бухгалтерии, компания предлагает коллаборативное программное обеспечение, «Upwork Team App», что позволяет клиентам видеть процесс работы фрилансера в то время, как он находится в режиме оплачиваемого времени.

## Приостановка деятельности в России и Белоруссии
7 марта 2022 года Upwork приостановил сотрудничество с фрилансерами и клиентами из России и Белоруссии, а 1 июня заморозил аккаунты Upwork, в качестве санкций после начала вторжения России на Украину 24 февраля 2022 года.